# Código de Ur-Nammu

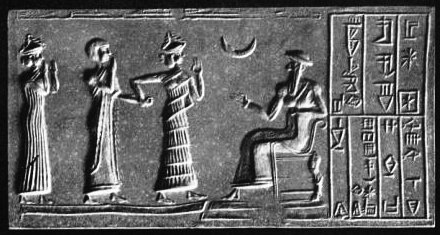
Sello cilíndrico que muestra a Ur-Nammu sentado, otorgando un título de gobernador (ensi) a Ḫašḫamer.

El Código de Ur-Nammu es un código de leyes fechado entre los años 2100 y 2050 a. C., durante el reinado de Ur-Nammu de Ur (2112 - 2095 a. C.), quien es citado en el prefacio del código. A pesar de ello, algunos historiadores han pensado que en realidad data del reinado de su hijo Shulgi, por lo que también recibe el nombre de código de Shulgi. Está escrito en sumerio y se corresponde al periodo del Renacimiento sumerio. 
Aunque se sabe que existieron códigos de leyes anteriores, como puede ser el Código de Urukagina, el Código de Ur-Nammu es el texto más antiguo que ha llegado hasta nuestros días. 
La primera traducción del código fue elaborada por Samuel Noah Kramer y publicada en 1952. Estaba basada en su primer hallazgo, dos fragmentos encontrados en Nippur. En ellos se distinguían el prefacio y cinco leyes. Posteriormente se halló otra copia en Sippar, con ligeras variantes. El código distingue dos estratos sociales, los hombres libres y los esclavos. Consiste en un código que le rige unas normas a los reyes y un avance que supuso que los reyes ejerciesen su poder de forma menos arbitraria.